# Abbestede
Abbestede is een woonplaats in de gemeente Schagen, in de provincie Noord-Holland.
In tegenstelling tot wat de plaatsnaam suggereert is Abbestede geen stad, het is niet meer dan een gehucht, gelegen tussen Callantsoog en Groote Keeten. De stede in de plaatsnaam betekent in deze namelijk boerderij of hoeve. Abbe betekent abdij. De plaats begon als een aantal boerderijen en mogelijk ook hoeven van de Abdij van Egmond die langs een deel van de voormalige Rechtendijk waren gelegen. Nu nog bestaat het merendeel van de bewoning uit boerderijen.

## Bezienswaardigheid
Naast de Abbestede zelf ligt een andere bezienswaardigheid eigenlijk net buiten het plaatsje, in de polder van het gehucht lagen akkers kriskras door het duingebied. Landschap Noord-Holland heeft een groot aantal van die akkers opgekocht en omgevormd in diversheid van natuurgebieden tussen de duinen. Het gebied heet het Nollenland van Abbestede en is door de ligging en oevers een echt vogelgebied.
Burgerbrug · Burgervlotbrug · Callantsoog · Dirkshorn · Eenigenburg · Groenveld · Groote Keeten · Krabbendam · Oudesluis · Petten · 't Rijpje · Schagen · Schagerbrug · Schoorldam (deels) · Sint Maarten · Sint Maartensbrug · Sint Maartensvlotbrug · Stroet · Tjallewal · Tolke (deels) · Tuitjenhorn · Valkkoog · Waarland · Warmenhuizen · 't Zand

Buurtschappen: Abbestede · Avendorp · Bliekenbos · 't Buurtje · De Banne · Burghorn · Cornelissenwerf · Dijkstaal · Grootven · Grotewal · Het Korfwater · De Hale · Hemkewerf · Huiskebuurt · Kalverdijk · Keinse · Keinsmerbrug · Kerkbuurt · Lagedijk · Leihoek · Mennonietenbuurt · Nes · Schagerwaard · Sint Maartenszee · Slootgaard · De Stolpen · Stolpervlotbrug · Vennik (deels) · 't Wad · De Weel (deels) · Woudmeer · Zijbelhuizen · Zijpersluis